# Riich G6
Riich G6 — автомобілі E-класу, що виробляються китайською компанією Chery з 2010 по 2013 роки.

## Опис

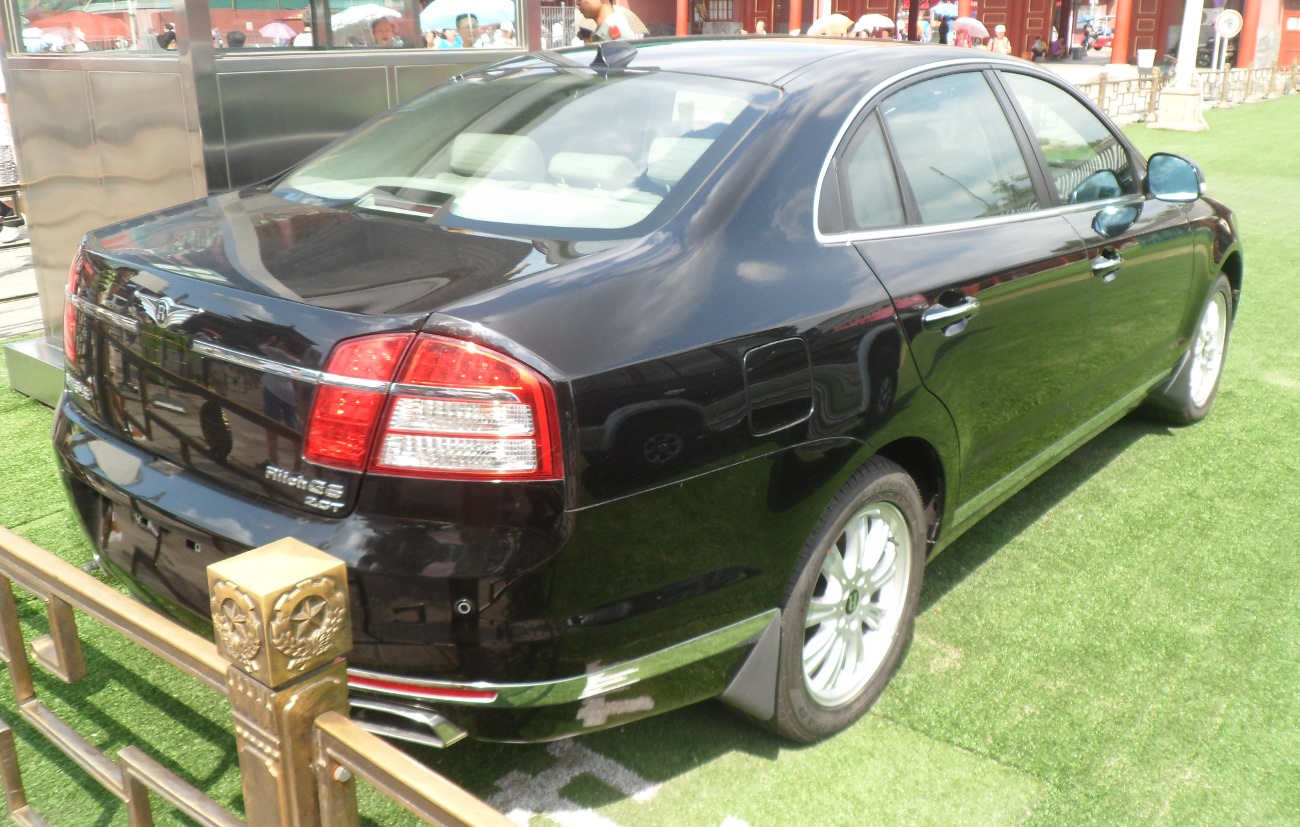
Riich G6

Як і Riich G5, автомобіль був розроблений італійською компанією Bertone, а версія 2.0T оснащена 2,0-літровим бензиновим двигуном з турбонаддувом, що видає до 168 к.с. (125 кВт) при 5500 об/хв, з піковим крутним моментом 235 Н⋅м при 1900 об/хв. 

### Двигуни
| Бензиновий Р4       |                 |          |         |                         |             |     |
| 2,0i з турбонадувом | ACTECO-SQRE4T20 | 1971 см³ | 16/DOHC | 158 к.с. (116 кВт)/5000 | 250 Нм/1900 | 195 |